# Сончино (Италия)
Сончино (итал. Soncino) — коммуна в Италии, располагается в регионе Ломбардия, подчиняется административному центру Кремона.
Покровителем коммуны почитается святитель Мартин Турский, празднование 11 ноября.

## Население
Население составляет 7440 человек (на 2004 год), плотность населения — 162 чел./км².

## География
Коммуна занимает площадь 45 км².